# Rundvågshetta
Rundvågshetta eller Rundvågs Head är en udde i Antarktis. Den ligger i Östantarktis. Norge gör anspråk på området.